# Wiesław Juszczak
Wiesław Juszczak (ur. 26 czerwca 1932 w Warszawie, zm. 18 lutego 2021 tamże) – polski historyk, teoretyk i filozof sztuki, eseista. Specjalizował się w europejskiej sztuce i teorii sztuki XVIII i XIX w., malarstwie polskiego modernizmu, archaicznej greckiej filozofii sztuki, dziejach i teorii ornamentu oraz historii filmu.

## Życiorys

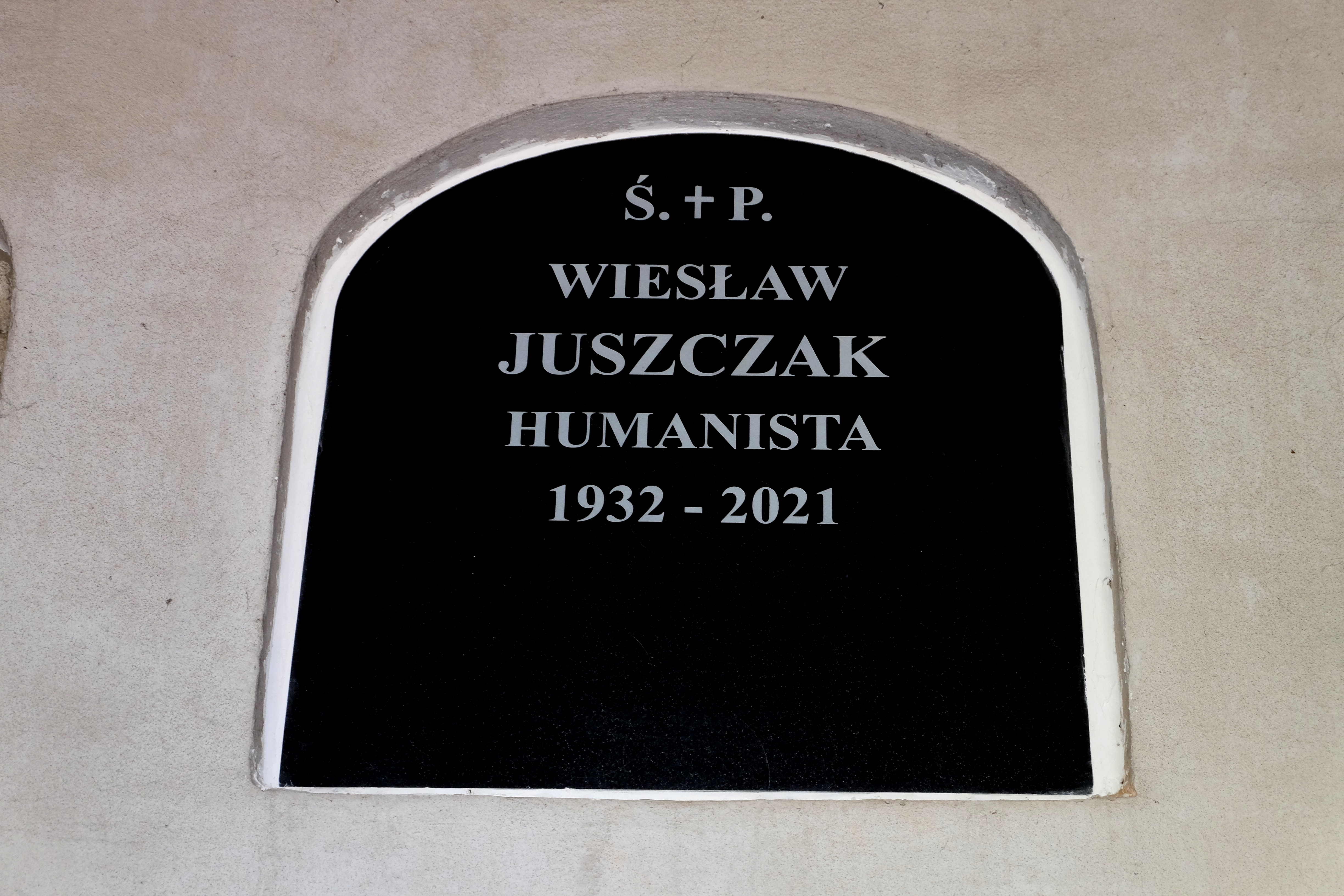
Grób Wiesława Juszczaka w katakumbach na cmentarzu Powązkowskim w Warszawie

Urodził się w Warszawie jako syn księgowego Romana i guwernantki w Guzowie Anny z Pokrzywnickich, która po repatriacji z Kijowa w wyniku wojny polsko-bolszewickiej w 1921 dorastała w domu wuja Zygmunta Skrzyńskiego, starosty Puław i jego żony, córki białogwardyjskiego generała rosyjskiego i teozofki. Był wnukiem filologa klasycznego Włodzimierza Pokrzywnickiego (zm. 1917). Od 1934/1935 mieszkał w Chrzanowie, wcielonym do III Rzeszy podczas okupacji niemieckiej (1939–1945). W 1943 podczas powstania w getcie warszawskim odwiedził dziadka ojczystego w Warszawie. Po małej maturze powrócił z rodzicami w 1948 do Warszawy, gdzie złożył egzamin dojrzałości w VI Liceum Ogólnokształcącym im. Tadeusza Reytana w Warszawie w 1950.
Ukończył historię sztuki na Uniwersytecie Warszawskim w 1955, pracę magisterską poświęcił tryptykowi bodzentyńskiemu (opublikowana w „Studiach Renesansowych”, t. 3, 1963). Na przełomie 1956/1957 był krótko redaktorem Państwowego Instytutu Wydawniczego. W 1962 roku doktoryzował się pod kierunkiem Juliusza Starzyńskiego na podstawie pracy o Witoldzie Wojtkiewiczu, której recenzentami byli Kazimierz Wyka i Jan Białostocki. W latach 1962–1963 odbył staż naukowy w Courtauld Institute of Art w Londynie. Habilitował się w 1976 roku w Instytucie Sztuki PAN.
Od 1961 roku pracownik Instytutu Sztuki PAN, od 1985 Instytutu Historii Sztuki UW, wykładał także na KUL. W 1987 roku uzyskał tytuł profesora nadzwyczajnego, a w 1992 – zwyczajnego. Wypromował 30 doktorów.
Tłumaczył angielskojęzyczną literaturę naukową (Hugh Honour, Linda Nochlin) i piękną (William Blake, Karen Blixen, T.S. Eliot, Tennessee Williams). W 2010 roku otrzymał nagrodę im. Ksawerego i Mieczysława Pruszyńskich, przyznawaną przez polski PEN Club. Jego publikacje ukazywały się na łamach m.in. „Kontekstów”, „Kwartalnika Filmowego”, „Zeszytów Literackich”, „Znaku”.
Otrzymał Krzyż Kawalerski (1999) oraz Krzyż Oficerski (2014) Orderu Odrodzenia Polski. W 2012 roku został odznaczony Złotym Medalem „Zasłużony Kulturze Gloria Artis”.

## Publikacje
- Artur Grottger. Pięć cyklów (1957)
- Witold Wojtkiewicz i nowa sztuka (1965, 2000)
- Jan Stanisławski (1972)
- Postimpresjoniści (1972 i wyd. późniejsze)
- Teksty o malarzach. Antologia polskiej krytyki artystycznej 1890–1918 (1976)
- Malarstwo polskie: modernizm (1977, 2004)
- Młody Weiss (1979)
- Fakty i wyobraźnia (1979)
- Zasłona w rajskie ptaki albo o granicach „okresu powieści” (1981, 2004, 2019)
- Fragmenty. Szkice z teorii i filozofii sztuki (1995, 2017)
- Pani na żurawiach, t. 1: Realność bogów (2002)
- Wędrówka do źródeł (2009)
- Pani na żurawiach, t. 2: Archeologia mitu (2010)
- Ekfraza poetycka w antycznej Grecji (2012)
- Poeta i mit (2014)